# 1-cloroundecano
El 1-cloroundecano, también llamado cloruro de undecilo, es un compuesto orgánico de fórmula molecular C11H23Cl. Es un haloalcano lineal de once carbonos en donde un átomo de cloro está unido a uno de los carbonos terminales.

## Propiedades físicas y químicas
A temperatura ambiente, el 1-cloroundecano es un líquido que hierve a 242 °C y solidifica a -17 °C.
Posee una densidad inferior a la del agua, ρ = 0,870 g/cm³.
El valor del logaritmo de su coeficiente de reparto, logP = 6,31, indica que es mucho más soluble en disolventes apolares que en disolventes polares. Así, en agua es prácticamente insoluble.

## Síntesis
El 1-cloroundecano puede sintetizarse haciendo reaccionar 1-undecanol con cloruro de N,N-difenilclorofenilmetileniminio, el cual se prepara a partir de N,N-difenillbenzamida y cloruro de oxalilo. Con esta reacción, que tiene lugar en presencia de trietilamina, se alcanza un rendimiento del 96%.
Igualmente, la descomposición inducida homolíticamente del peroxiacetal sintetizado a partir del dodecanal, proporciona 1-cloroundecano; esta conversión tiene lugar en tetraclorometano y el rendimiento es del 86%.
Otra vía de síntesis es a partir de la reacción entre 1-(feniltelanil)undecano y cloruro de sulfurilo, formándose el correspondiente telurodicloruro, cuya descomposición a 100 °C en dimetilformamida rinde 1-cloroundecano. Con este método el rendimiento conseguido es del 89%.

## Usos
Se ha propuesto el uso de este cloroalcano como acaricida contra garrapatas de diversas especies como Amblyomma variegatum, Boophilus microplus y Rhipicephalus sanguineus. Puede emplearse solo o junto a otros cloroalcanos como 1-clorooctadecano o 1-clorotetradecano.
Como disolvente se ha utilizado en la elaboración de isómeros de complejos tris-ciclometalados faciales de iridio o rodio; estos compuestos tienen aplicación en el desarrollo de tecnologías OLED.